# عزلة بني مالك (عمران)

تعديل مصدري - تعديل

عزلة بني مالك هي إحدى عزل مديرية بني صريم في محافظة عمران اليمنية ويبلغ تعداد سكانها 3654 نسمة حسب التعداد السكاني في اليمن لعام 2004.